# Triumph (filme de 2024)
Triumph (em búlgaro: Триумф) é um filme de comédia negra búlgaro-grego de 2024 dirigido por Kristina Grozeva e Petar Valchanov. A terceira e última parcela de uma trilogia de filmes dos diretores, depois de The Lesson (2014) e Glory (2016), é estrelado por Maria Bakalova, Julian Kostov, Julian Vergov e Margita Gosheva.
O filme estreou no Festival Internacional de Cinema de Toronto de 2024 e foi selecionado como a entrada búlgara para o Oscar de Melhor Filme Internacional na 97ª edição do Oscar, mas não foi indicado.

## Enredo
No caótico rescaldo da queda do comunismo na década de 1990, uma força-tarefa composta por oficiais de alta patente do exército búlgaro e médiuns embarca em uma operação militar ultrassecreta na pequena vila de Tsarichina para desenterrar um artefato alienígena elusivo que mudaria o curso da história e tornaria a Bulgária grande novamente.

## Elenco
- Maria Bakalova como Slava Platnikova
- Julian Kostov como Private Georgi
- Julian Vergov como Coronel Platnikov
- Margita Gosheva como Pirina Nyagolova
- Stanislav Ganchev como Major Chernev
- Ivan Savov como General Zlatev
- Ivan Barnev como Ministro da Defesa

## Produção
O filme recebeu o primeiro apoio de desenvolvimento do Centro Nacional de Cinema da Bulgária em 2018. Em 2019, Kristina Grozeva e Petar Valchanov anunciaram que Triumph ainda estava em desenvolvimento, com as filmagens previstas para começar no final de 2020 ou 2021. Em agosto de 2022, o Deadline Hollywood relatou que Maria Bakalova e Julian Kostov co-produziriam o filme e liderariam o elenco.
É o terceiro e último da trilogia de filmes de "recortes de jornais" de Grozeva e Valchanov, baseados em artigos publicados na imprensa local, depois de The Lesson (2014) e Glory (2016).
O filme é uma coprodução entre Five Oceans, Abraxas Film e a produtora grega Graal Films, e foi financiado pelo Centro Nacional de Cinema da Bulgária, o Centro de Cinema Grego, Eurimages, MEDIA, a Televisão Nacional da Bulgária e ERT. Seu orçamento foi de € 545.000, e as filmagens ocorreram na Bulgária em 2022 e 2023.

## Lançamento
O filme estreou no programa Platform Prize no Festival Internacional de Cinema de Toronto de 2024 em 8 de setembro de 2024.